# Ennealophus
Ennealophus é um género botânico pertencente à família Iridaceae.